# Comunic
Comunic foi uma estação de rádio portuguesa do Partido Comunista Português, que transmitia via Internet. Foi criada no dia 20 de abril de 2005.